# Günter Schabowski
Günter Schabowski (Anklam, 4 de janeiro de 1929 – Berlim, 1 de novembro de 2015) foi membro e porta-voz da comissão política do Partido Socialista Unificado da Alemanha (PSUA ou SED, iniciais de Sozialistische Einheitspartei Deutschlands), o partido comunista único durante a maior parte da existência da autodenominada República Democrática Alemã. Schabowski ganhou fama mundial em 9 de novembro de 1989 por propiciar acidentalmente a abertura da fronteira interna alemã, incluindo o Muro de Berlim.

## Biografia
Schabowski nasceu em Anklam, Pomerânia (hoje parte do estado federal de Mecklemburgo-Pomerânia Ocidental). Estudou jornalismo em Lípsia, e foi redactor da revista Tribüne. 
Em 1952 entrou para o SED. Em 1978 era o principal redactor do jornal Neues Deutschland (“Nova Alemanha”), que como órgão oficial do SED era considerado o jornal principal da RDA. Em 1981 passou a fazer parte do comité central do SED. Em 1985 tornou-se Secretário-Geral do sector de Berlim Oriental do SED e membro do Politburo (Politbüro) do mesmo.

## Papel na queda do Muro de Berlim

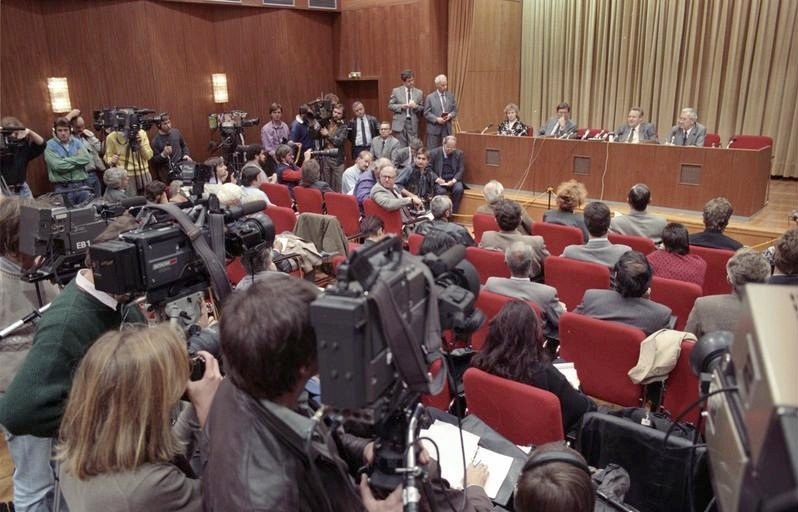
Schabowski durante a conferência de imprensa histórica em 9 de novembro 1989 em Berlim.

No histórico dia 9 de novembro de 1989, Schabowski erradamente anunciou, numa conferência de imprensa internacional em directo/ao vivo, que todas as leis para viajar ao estrangeiro tinham sido derrogadas. Às 18 horas, Günter Schabowski apresenta à comunicação social internacional as mais recentes decisões do regime, mas sem mencionar na altura a abertura das fronteiras. Em resposta a uma pergunta, Schabowski lê em voz alta um documento anunciando que vão ser entregues vistos para viajar ou emigrar para o estrangeiro "sem condições" prévias.
"A partir de quando?", pergunta um jornalista, Günter Schabowski hesita e depois improvisa: "Do que eu sei agora, imediatamente" (Nach meiner Kenntnis... ist das sofort, unverzüglich.). Como consequência, vários correspondentes estrangeiros começam a noticiar que os "alemães de Leste podem ir para o estrangeiro a partir de agora. Curiosamente, o erro foi apenas respeitante à data, já que o plano inicial era derrogar as leis (vistas já como insustentáveis devido às fugas em massa de alemães do leste para a República Federal da Alemanha via Hungria e Checoslováquia) na manhã seguinte.
Dezenas de milhares de alemães orientais acudiram imediatamente ao Muro de Berlim, onde os guardas fronteiriços se viram forçados a abrir as vias de acesso a Berlim Ocidental por causa da pressão popular, o que provocou a posterior queda e o desmantelamento do Muro. Nas posteriores purgas da velha guarda, Schabowski foi expulso rapidamente do SED (que por então se converteu no Partido do Socialismo Democrático da Alemanha (PDS), mesmo quando em 1989 tinha sido galardoado com a prestigiosa Medalha Karl Marx.